# Bulbophyllum peyerianum
Bulbophyllum peyerianum är en orkidéart som först beskrevs av Friedrich Fritz Wilhelm Ludwig Kraenzlin, och fick sitt nu gällande namn av Gunnar Seidenfaden. Bulbophyllum peyerianum ingår i släktet Bulbophyllum och familjen orkidéer. Inga underarter finns listade i Catalogue of Life.